# 广西含笑
广西含笑（学名：Michelia guangxiensis）为木兰科含笑属下的一个种。其种加词“guangxiensis”意为“广西的”。
广西含笑于1999年被发现，原产广西龙胜县猫儿山海拔约2100米的林中，广州华南植物园有引种。广西含笑具两性花，花被片6枚，肉质，乳白色。